# Jean Bourgain
Jean Bourgain (n. 28 februarie 1954, Oostende, Flandra, Belgia – d. 22 decembrie 2018, Bonheiden, Flandra, Belgia) a fost un matematician belgian, care a avut o contribuție importantă la multe domenii ale analiza matematică. A fost laureat cu Medalia Fields în anul 1982 și cu Premiul Crafoord în 2001.

## Biografie
S-a născut în 1954 în Oostende, în partea neerlandofonă a Belgiei. Chiar dacă el însuși este francofon, a urmat studii la partea neerlandofonă a Universități Libere din Bruxelles, unde ales domeniul analizei matematice. A publicat primul său articol academic la vârsta de 22 de ani și în anul 1977 a susținut teza sa de doctorat, condusă de Freddy Delbaen, despre teoria descriptivă a mulțimilor.
Și-a început cercetări cu o bursă a Fondului Național de Cercetări Științifice (FNRS). În 1985 a fost numit profesor universitar la universitatea sa urmată precum și la Institut des Hautes Études Scientifiques în Franța. În aceeași perioadă, a obținut catedra J.L. Doob la Universitatea Illinois, Urbana-Champaign. În 1988, a devenit profesor la Universitatea Ebraică din Ierusalim și în 1991 la California Institute of Technology. Din 1994 este detașat de la IHÉS și este profesor la Institutul pentru Studii Avansate (IAS) din Universitatea Princeton.
În 1982 a fost laureat cu Medalia Fields, cea mai înaltă distincție în matematică, pentru contribuții sale la geometria spațiilor Banach, convexitate în dimensiuni superioare, analiză armonică, teoria ergodică și teoria ecuațiilor de evoluție neliniară.

## Legături externe
- en  Pagina lui Jean Bourgain la IAS